# Claude Manchand
Claude Manchand est un homme politique français né le 4 avril 1739 et décédé à une date inconnue.

## Biographie
Notaire à Clermont-en-Argonne, procureur syndic du district, il est député de la Meuse de 1791 à 1792, siégeant avec la majorité.

## Sources
- Ressource relative à la vie publique :   - Base Sycomore
- « Claude Manchand », dans Adolphe Robert et Gaston Cougny, Dictionnaire des parlementaires français, Edgar Bourloton, 1889-1891 [détail de l’édition]